# Котівка (Бердичівський район)
Коті́вка — село в Україні, у Червоненській об'єднаній територіальній громаді Андрушівського району Житомирської області. До 1923 року належало до Андрушівської волості Житомирського повіту. Знаходиться за 12 км на південний схід від м. Андрушівка і за 27 км від залізничної станції Чорнорудка. За 2 км на північ від Котівки проходять автошляхи районного значення:  Андрушівка — Червоне, Андрушівка — Житомир. 
Межує з 5-ма населеними пунктами: с. Забара (на північному сході), с. Нехворощ (на сході), с. Крилівка (на південному сході), смт Червоне (на заході) і с. Малі Мошківці (на північному заході).

## Природа
Село розташоване на лівому березі річки Пустохи (ліва притока Гуйви). Оточене мішанолісовими масивами, у яких поширені дуб, береза, ясен, сосна, ялина. Ці ліси належать Андрушівському лісгоспу. Поблизу села знаходиться кар'єр, де в 60-х роках XX ст. видобували граніт. Через те, що під час добування граніту дісталися ґрунтових вод, кар'єр повністю затоплений. Наразі є місцем відпочинку для місцевих жителів. Багатою є флора і фауна села.   

## Населення
За даними Забарської сільської ради 2010 року в Котівці проживало 225 жителів, у тому числі 72 чоловіки і 153 жінки та нараховувалось 140 дворів. За даними 2015 року в селі проживало близько 190 жителів, обжитими є 74 двори. Статево-віковий склад села є дуже строкатим. 
Станом на 1 червня 2016 року населення становить бл. 180 осіб. 

## Історія
Засноване в 1805 році (за іншими даними — до 1765 р.). Перше поселення з'явилося на березі р. Пустоха. Згодом кількість жителів і площа поселення стала зростати.
У 1906 році село Андрушівської волості Житомирського повіту Волинської губернії. Відстань від повітового міста 46 верст, від волості 100. Дворів 65, мешканців 421.
На початку XX ст. Котівка отримала статус села. Радянську владу встановлено в 1920 році. У 30-ті роки відбулася колективізація та розкуркулення заможних селян, що призвело до голодомору. Кожна з сімей зазнала лиха від голоду. За свідченнями очевидців, від Голодомору 1932—1933 рр. у селі загинуло 29 людей. Померлих звозили та ховали в одній могилі в кінці села. Також не оминули село репресії 1937—1938 років.
У 1923—54 роках — адміністративний центр Котівської сільської ради Андрушівського району.
Під час Другої світової війни через Котівку проходила Житомирсько-Бердичівська лінія фронту, метою якої було визволення міста Житомир. В результаті героїчних битв у 1943 р. було визволено Житомир і область, у тому числі і Котівку. Також на той час був Котівецький плацдарм, що захищав підступи до Андрушівки. В боях за рідну землю полягло 44 жителі, яких поховано в трьох братських могилах: одна у центрі села і дві на сільському кладовищі. У центрі села було встановлено обеліск слави загиблим воїнам-визволителям. У селі проживало 2 воїни-інтернаціоналісти — Богайчук Іван Андронович та Веслоцький Андрій Петрович, які брали участь у Другій Світовій війні на території Чехословаччини.
Після вибуху на Чорнобильській АЕС 26 квітня 1986 року житель села Котівка Мошківський Віктор Фабіянович разом з іншими ліквідаторами брав участь у ліквідації наслідків Чорнобильської катастрофи протягом травня-листопада 1986 року.  
Також діяли бібліотека, будинок культури на 70 місць, фельдшерсько-акушерський пункт, 1 кооперативний магазин, початкова школа, відгодівельний комплекс «ПОСП Котівське» та тракторна бригада. 

## 2010—2015 роки
В період з 2010 по 2015 рік в Котівці діяли клуб, фельдшерсько-акушерський пункт, пилорама «ПП
Захаркевич», один приватний магазин «ПП Мигдаль». Також за спонсорством місцевого жителя Павла Сабіновича Гілевича почала будуватися церква Почаївської ікони Божої Матері. На місці відгодівельного комплексу «ПОСП Котівське» створене підприємство по виробництву комбікормів.  
Через відтік молоді до великих міст в селі залишаються люди літнього і похилого віку. Це спричиняє зменшення кількості жителів. 
Село Котівка з липня 2015 року входить до Червоненської об'єднаної територіальної громади разом з селами Крилівка, Забара, Глинівці, Великі Мошківці, Малі Мошківці. 

## Сьогодення
З 1 січня 2016 року Котівка перейшла в підпорядкування Червоненської селищної ради.
На сьогодні в Котівці діє сільський клуб, фельдшерсько-акушерський пункт, пилорама «ПП
Захаркевич». Також працює відгодівельний комплекс ПОСП «Котівське», де відгодоують поголів'я свиней.

## Цікаві факти
У 1886 році на лівому березі р. Пустоха одному хлопчику-пастуху, який пішов напитися до річки води, явився лик Пресвятої Богодиці. Згодом на цьому місці встановлено хрест і колодязь, а також освячено. До 90-х років ХХ ст. тут здійснювалися церковні богослужіння: процесія прямувала до святого джерела за  з сусіднього села Крилівка, оскільки у Котівці власної церкви не було. В 90-х роках святе місце було втрачено. І тільки в травні-червні 2012 року за підтримки місцевого жителя Гілевича Павла Сабіновича дану святиню відновлено. І 22 червня цього ж року на день явлення лику Пресвятої Богородиці споруджений колодязь освячено настоятелем Крилівської Свято-Михайлівської церкви отцем Андрієм та священиками з сіл Нехворощ, Гальчин, смт Червоне та м. Андрушівка. І з 2012 року до сьогодні в десяту п'ятницю після Великодня здійснюється служба на честь цієї ікони.

## Відомі люди
- Басюк Микола Васильович — місцевий фермер.
- Богайчук Іван Андронович (1941—2017 рр.) — воїн-інтернаціоналіствоїн-інтернаціоналіст під час Другої Світової війни.
- Богайчук Ігор Дмитрович (1969 р.н.) — директор Глинівецької ЗОШ 1-3 ступенів, депутат районної ради.
- Богайчук Надія Степанівна (1918—2009 рр.) — була ув'язнена в концентраційному таборі «Аушвіц» у Німеччині під час Другої Світової війни.
- Богайчук Феонія Василівна (1920—2016 рр.) — ветеран праці.
- Веслоцький Андрій Петрович (1936—2015 рр.) — воїн-інтернаціоналіст під час Другої Світової війни.
- Гілевич Павло Сабінович — місцевий меценат, депутат селищної ради.
- Колесник Григорій Степанович (1923—1998 рр.) — в'язень в концентраційному таборі «Аушвіц» у Німеччині під час Другої Світової війни.
- Колесник Руслан Володимирович (1990 р.н.) — вчитель біології Яроповицької ЗОШ І-ІІІ ст.
- Мигдаль Зінаїда Петрівна (1937 р.н.) — секретар Котівської сільської ради.
- Мошківський Віктор Фабіянович — ліквідатор наслідків Чорнобильської катастрофи.
- Мошківський Дмитро Володимирович (1994 р. н.) — учасник Антитерористичної операції в Донецькій і Луганській областях.
- Савіцький Володимир Вікторович (1993 р. н.) — учасник Антитерористичної операції в Донецькій і Луганській областях.